# Dracula (álbum)
Dracula (Ópera Rock) es el decimotercer disco de estudio de la banda italiana de rock progresivo Premiata Forneria Marconi editado en 2005. En este disco la banda vuelve a retomar un sonido más progresivo y compone una ópera rock que fue llevada al teatro de la mano del director argentino Alfredo Rodríguez Arias y con libreto de Vincenzo Incenzo, siendo esta obra uno de los musicales más costosos en la historia del Viejo Continente. 

## Lista de canciones
1. "Ouverture" (5:08)
2. "Il Confine dell'Amore " (1:13)
3. "Non è un Incubo è Realtà" (5:38)
4. "Il Mio Nome è Dracula" (7:16)
5. "Il Castello dei Perchè" (4:03)
6. "Non Guardarmi" (4:11)
7. "Ho Mangiato gli Uccelli" (3:57)
8. "Terra Madre" (3:59)
9. "Male d'Amore" (3:59)
10. "La Morte Non Muore" (2:53)
11. "Un Destino di Rondine" (11:07)

## Músicos
Premiata Forneria Marconi
- Franz Di Cioccio: batería, sintetizador Moog, voces.
- Franco Mussida: Guitarra acústica, guitarra eléctrica, guitarra de doce cuerdas, mandolina, voces.
- Patrick Djivas: Bajo, voces.
- Flavio Premoli: Teclados, melotrón, clavecín, piano, sintetizador Moog, voces.

Otros
- Bulgarian Symphony Orchestra
- Dolcenera